# S:t Marie prästgård
S:t Marie prästgård (finska: Maarian pappila) är en tidigare tjänstebostad för kyrkoherden i S:t Marie församling belägen i det historiska S:t Marie, numera en stadsdel i Åbo, Finland. 
Byggnaden ägs av Åbo och S:t Karins kyrkliga samfällighet och används idag som festlokal. Huvudbyggnaden, som uppfördes 1791, är Finlands första prästgård i tegel.
Tillsammans med S:t Marie kyrka hör prästgården till Museiverkets värdefulla byggda kulturmiljöer av riksintresse.

## Historia och arkitektur
S:t Marie prästgård har sannolikt legat på sin nuvarande plats vid Lillån redan i slutet av 1200-talet. Enligt ett påvligt beslut från år 1498 tillhörde S:t Marie Åbo prästerskap. Under slutet av den katolska perioden bodde prästerna i Åbo prästhus, och inkomsterna från S:t Marie användes för prästhusets underhåll. Prästgårdens läge vid en allmän landsväg innebad en skyldighet att ge logi och mat till resande herrar och adelsmän.
S:t Marie prästgård har fungerat som tjänstebostad bland annat under Mikael Agricolas och Pehr Kalms tid som kyrkoherdar i S:t Marie församling. Under Kalms tid anlades en trädgård vid prästgården, där man odlade bland annat fruktträd, kryddor och blommor. I slutet av 1700-talet och början av 1800-talet var Jakob Tengström församlingens kyrkoherde. Han ägnade sig åt litteratur, särskilt historia och poesi. Under kyrkoherde Ivar Tallgrens tid i början av 1900-talet genomfördes omfattande renoveringar, och prästgårdens gårdsområde fick sitt nuvarande utseende.

### Den gamla huvudbyggnaden
Den gamla huvudbyggnaden är en timmerbyggnad som färdigställdes i slutet av 1600-talet. Byggnaden ligger på prästgårdens gårdsmiljö. Ursprungligen hade byggnaden två kamrar och en storstuga. I förstugans stockväggar syns bomärken från de bönder som deltog i byggandet. Under byggnaden finns en stenkällare från medeltiden.

### Den nya huvudbyggnaden
Efter Pehr Kalms död tilldelades kyrkoherdetjänsten Salomon Kreander, som var även professor i ekonomi. Den mest betydande händelsen under Kreanders ämbetstid (1780–1795) var byggandet av en ny huvudbyggnad. Byggnadsarbetet leddes av krigskassören Frederik Wilhelm Forsgren, som hade grundat ett tegelbruk i Kärsämäki i Åbo. Projektet drabbades dock av svårigheter, och prästgården blev färdig först den 31 juli 1791. Kreander rapporterade också att Forsgren hade spenderat betydligt mer pengar än församlingen hade åtagit sig att betala.
Finlands första tegelbyggda prästgård var inledningsvis en femrumslänga med valmat tak och ansågs arkitektoniskt vara en av de mest framstående byggnaderna i landet. Under byggnadsarbetet flyttade Kreander lador och porten från gårdens södra sida till dess västra sida. Övriga byggnader som stod i vägen för huvudbyggnaden revs. På nordsidan byggdes ett brygghus intill den gamla bakstugan, och bakom dessa tillkom en ny toalett. Bastun flyttades från gårdens västra sida till utsidan, nära landsvägen och brunnen. På denna plats färdigställdes även ett matförråd år 1770. Utanför gården låg även en ladugård med stall, svinhus, fårhus, höskjul och verktygsbod.
Prästgårdens trädgård låg fortsatt väster om huvudbyggnaden och fortsatte söderut som en betesmark. Under Kreanders tid anlades en humlegård och ett nytt staket runt trädgården.
Trots sin imponerande arkitektur krävde byggnaden snart reparationer. Taket, som var byggt av näver, behövde åtgärdas och väggarnas puts började spricka. Kreanders tid som kyrkoherde blev kort, då han avled i tuberkulos redan år 1795. Hans namn finns dock inristat på S:t Marie prästgårds vägg tillsammans med andra byggherres namn.

### 1800-talet
Under kyrkoherde Edvard Bergenheims tid renoverades stallet tillsammans med höskjulen, bastun och det rödmålade matförrådet. En viktig nyhet infördes i prästgårdens kök år 1846 på Bergheims begäran: en gjutjärnsspis, en av de första i sitt slag i Finland.
Bergenheims efterträdare, prosten Heikel, fick enligt en inspektionsprotokoll från 1861 i uppdrag att bygga en drängstuga av samma storlek som den gamla bryggeribyggnaden, med ett gemensamt tak med bakstugan. Heikel uppförde dock inte denna stuga, vilket blev hans efterträdare Hjelts ansvar. Enligt inspektionsprotokollet från 1887 hade Hjelt lett till byggandet av inte bara drängstugan utan även en ny hölada, en bod och ett svinhus.

### 1900-talet
År 1902 genomgick själva prästgården omfattande ombyggnadsarbeten. Ritningarna gjordes av arkitekten och greven Carl Eugen Armfelt. Entrén förändrades, och andra våningen byggdes om helt och hållet. Ett nytt lågt ekonomibyggnad byggdes på gårdens sida mot landsvägen. Fyra nya rum tillkom på övervåningen, vilket betydde att prästgården hade nu totalt 12 rum. Gårdsmiljön fick också sitt nuvarande utseende. En stor ladugård av tegel uppfördes redan 1895. Drängstugan renoverades och fick rum för mjölkkammare och tvättstuga. Bastun delades i två rum som användes som bostäder, och ett nytt vagnslider byggdes. Den gamla huvudbyggnaden omvandlades till drängarnas bostäder.
Färgsättningen på prästgårdens huvudbyggnad ändrades också. Den ursprungliga rosaröda färgen, som upptäcktes under fem lager färg, återställdes från en tidigare gul nyans. På 1930-talet ändrades entrén genom att den ursprungliga dörren stängdes och två nya dörrar öppnades där det tidigare funnits fönster. Interiört visade sig väggarna, ursprungligen målade med limfärg, ha dekorativa mönster under tapeterna, såsom vaser, blommor och blad. Renoveringsarbetet avslutades 1988.